# أرتورو صلاح
أرتورو صلاح كاساني (بالإسبانية: Arturo Salah)‏ (مواليد 4 ديسمبر 1949) لاعب كرة قدم تشيلي سابق من أصل فلسطيني. كان يجيد اللعب في مركز الدفاع مع أندية أوداكس إيتاليانو، أونيفرسيداد دي تشيلي، أونيفرسيداد كاتوليكا وأخيراً بالستينو.

## وصلات خارجية
- أرتورو صلاح على موقع قاعدة بيانات كرة القدم.إي يو (الإنجليزية)
- أرتورو صلاح على موقع Soccerway.com (الإنجليزية)